# Wereldkampioenschappen zwemmen 2011 – 50 meter schoolslag vrouwen
De 50 meter schoolslag vrouwen op de wereldkampioenschappen zwemmen 2011 vond plaats op 30 juli, series en halve finales, en 31 juli  2011, finale. Omdat het zwembad waarin de wedstrijd gehouden werd 50 meter lang is, bestond de race uit één baantje. Na afloop van de series kwalificeerden de zestien snelste zwemmers zich voor de halve finales, de snelste acht uit de halve finales gingen door naar de finale. Regerend wereldkampioene was Joelia Jefimova uit Rusland.

## Podium
| Goud          | Goud | Zilver          | Zilver | Brons        | Brons |
| ------------- | ---- | --------------- | ------ | ------------ | ----- |
| Jessica Hardy | USA  | Joelia Jefimova | RUS    | Rebecca Soni | USA   |

## Records
Voorafgaand aan het toernooi waren dit het wereldrecord en het kampioenschapsrecord
| Wereldrecord         | Jessica Hardy   | 29,80 | Federal Way | 7 augustus 2009 |
| Kampioenschapsrecord | Joelia Jefimova | 30,09 | Rome        | 2 augustus 2009 |

## Uitslagen

### Series
| Rang | Naam | Land | Tijd                    | Serie                 | Baan  | Bijz. |
| ---- | ---- | ---- | ----------------------- | --------------------- | ----- | ----- |
| 1    | 5    | 4    | Jessica Hardy           | Verenigde Staten      | 30,20 | Q     |
| 2    | 3    | 4    | Joelia Jefimova         | Rusland               | 30,72 | Q     |
| 2    | 4    | 5    | Rebecca Soni            | Verenigde Staten      | 30,72 | Q     |
| 4    | 5    | 3    | Jennie Johansson        | Zweden                | 30,89 | Q     |
| 5    | 5    | 5    | Leisel Jones            | Australië             | 30,93 | Q     |
| 6    | 4    | 4    | Leiston Pickett         | Australië             | 31,07 | Q     |
| 7    | 4    | 3    | Rebecca Ejdervik        | Zweden                | 31,19 | Q     |
| 8    | 3    | 3    | Kate Haywood            | Verenigd Koninkrijk   | 31,30 | Q     |
| 9    | 3    | 6    | Liu Xiaoyu              | China                 | 31,32 | Q     |
| 10   | 4    | 6    | Moniek Nijhuis          | Nederland             | 31,40 | Q     |
| 10   | 5    | 6    | Zhao Jin                | China                 | 31,40 | Q     |
| 12   | 5    | 7    | Petra Chocová           | Tsjechië              | 31,41 | Q     |
| 13   | 5    | 8    | Sycerika McMahon        | Ierland               | 31,49 | Q     |
| 14   | 4    | 7    | Rikke Møller Pedersen   | Denemarken            | 31,65 | Q     |
| 15   | 3    | 8    | Suzaan van Biljon       | Zuid-Afrika           | 31,96 | Q     |
| 16   | 3    | 1    | Jane Trepp              | Estland               | 32,00 | Q     |
| 17   | 5    | 1    | Erla Haraldsdottir      | IJsland               | 32,10 |       |
| 18   | 3    | 7    | Stephanie Spahn         | Zwitserland           | 32,14 |       |
| 19   | 2    | 5    | Danielle Beaubrun       | Saint Lucia           | 32,27 |       |
| 20   | 4    | 8    | Loh Christina           | Maleisië              | 32,29 |       |
| 21   | 3    | 2    | Kim Dal-eun             | Zuid-Korea            | 32,43 |       |
| 22   | 4    | 1    | Anastasia Christoforou  | Cyprus                | 32,69 |       |
| 23   | 2    | 6    | Ivana Ninkovic          | Bosnië en Herzegovina | 32,86 |       |
| 24   | 2    | 3    | Lei On Kei              | Macau                 | 32,90 |       |
| 25   | 2    | 4    | Patricia Casellas       | Puerto Rico           | 33,62 |       |
| 26   | 2    | 2    | Jamila Lunkuse          | Oeganda               | 36,65 |       |
| 27   | 2    | 1    | Mariana Henriques       | Angola                | 37,23 |       |
| 28   | 2    | 7    | Oksana Hatamkhanova     | Azerbeidzjan          | 37,94 |       |
| 29   | 1    | 4    | Guedia Mouafo           | Kameroen              | 40,15 |       |
| 30   | 1    | 5    | Angelika Sita Ouedraogo | Burkina Faso          | 40,93 |       |
| 31   | 2    | 8    | Dede Camara             | Guinee                | 44,44 |       |
| 32   | 1    | 6    | Vilayphone Vongphachanh | Laos                  | 46,37 |       |
| 33   | 1    | 2    | Angele Gbenou           | Brunei                | 46,90 |       |
| 34   | 1    | 7    | Nafissa Adamou          | Niger                 | 51,24 |       |
| –    | 3    | 5    | Dorothea Brandt         | Duitsland             |       | DNS   |
| –    | 4    | 2    | Jillian Tyler           | Canada                |       | DNS   |
| –    | 5    | 2    | Satomi Suzuki           | Japan                 |       | DNS   |
| –    | 1    | 3    | Ingrid Outtara          | Burkina Faso          |       | DSQ   |

### Halve finales
| Rang | Naam                  | Land                | Tijd  | Serie | Baan | Bijz. |
| ---- | --------------------- | ------------------- | ----- | ----- | ---- | ----- |
| 1    | Jessica Hardy         | Verenigde Staten    | 30,40 | 2     | 4    | Q     |
| 2    | Rebecca Soni          | Verenigde Staten    | 30,74 | 2     | 5    | Q     |
| 3    | Joelia Jefimova       | Rusland             | 30,81 | 1     | 4    | Q     |
| 4    | Leiston Pickett       | Australië           | 30,96 | 1     | 3    | Q     |
| 5    | Leisel Jones          | Australië           | 31,14 | 2     | 3    | Q     |
| 6    | Jennie Johansson      | Zweden              | 31,16 | 1     | 5    | Q     |
| 7    | Moniek Nijhuis        | Nederland           | 31,40 | 1     | 2    | Q     |
| 8    | Rebecca Ejdervik      | Zweden              | 31,41 | 2     | 6    | Q     |
| 9    | Kate Haywood          | Verenigd Koninkrijk | 31,43 | 1     | 6    |       |
| 10   | Zhao Jin              | China               | 31,46 | 2     | 7    |       |
| 11   | Liu Xiaoyu            | China               | 31,50 | 2     | 2    |       |
| 12   | Petra Chocová         | Tsjechië            | 31,75 | 1     | 7    |       |
| 13   | Sycerika McMahon      | Ierland             | 31,83 | 2     | 1    |       |
| 14   | Suzaan van Biljon     | Zuid-Afrika         | 31,97 | 2     | 8    |       |
| 15   | Rikke Møller Pedersen | Denemarken          | 32,07 | 1     | 1    |       |
| 16   | Jane Trepp            | Estland             | 32,33 | 1     | 8    |       |

### Finale
| Rang   | Naam             | Land             | Tijd  | Baan | Bijz. |
| ------ | ---------------- | ---------------- | ----- | ---- | ----- |
| Goud   | Jessica Hardy    | Verenigde Staten | 30,19 | 4    |       |
| Zilver | Joelia Jefimova  | Rusland          | 30,49 | 3    |       |
| Brons  | Rebecca Soni     | Verenigde Staten | 30,58 | 5    |       |
| 4      | Leiston Pickett  | Australië        | 30,74 | 6    |       |
| 5      | Jennie Johansson | Zweden           | 30,89 | 7    |       |
| 6      | Leisel Jones     | Australië        | 31,01 | 2    |       |
| 7      | Moniek Nijhuis   | Nederland        | 31,33 | 1    |       |
| 8      | Rebecca Ejdervik | Zweden           | 31,45 | 8    |       |